# Artem Markelov
Artem Markelov (en russe : Артём Марке́лов, Artiom Markelov), né le 10 septembre 1994 à Moscou, est un pilote automobile russe.

## Biographie

### 2006-2010: débuts en karting
Né à Moscou, Artem Markelov commence à pratiquer le karting à partir de 2006, il passe la plupart du temps dans les catégories junior avant d'atteindre la catégorie KF2 en 2010.

### 2011: débuts en monoplace en Formel Masters
Il devient pilote automobile et passe à la monoplace en 2011 dans le championnat allemand des Formel Masters. Il y remporte une victoire sur le Red Bull Ring et achève sa première saison à la quatrième place avec 251 points.

### 2012-2013: progression en Formule 3
En 2011, il participe au championnat de Formule 3 Euro Series avec l'écurie Motopark mais ne dispute que la manche d'Hockenheim. l'année suivante il s'engage dans le Championnat d'Allemagne de Formule 3 il remporte deux victoires et termine septième. 
En 2013, il remporte deux autres victoires et réalise 21 podiums ce qui lui permet d'être sacré vice-champion d'Allemagne de Formule 3.

### 2014-2020: GP2 Series puis Formule 2

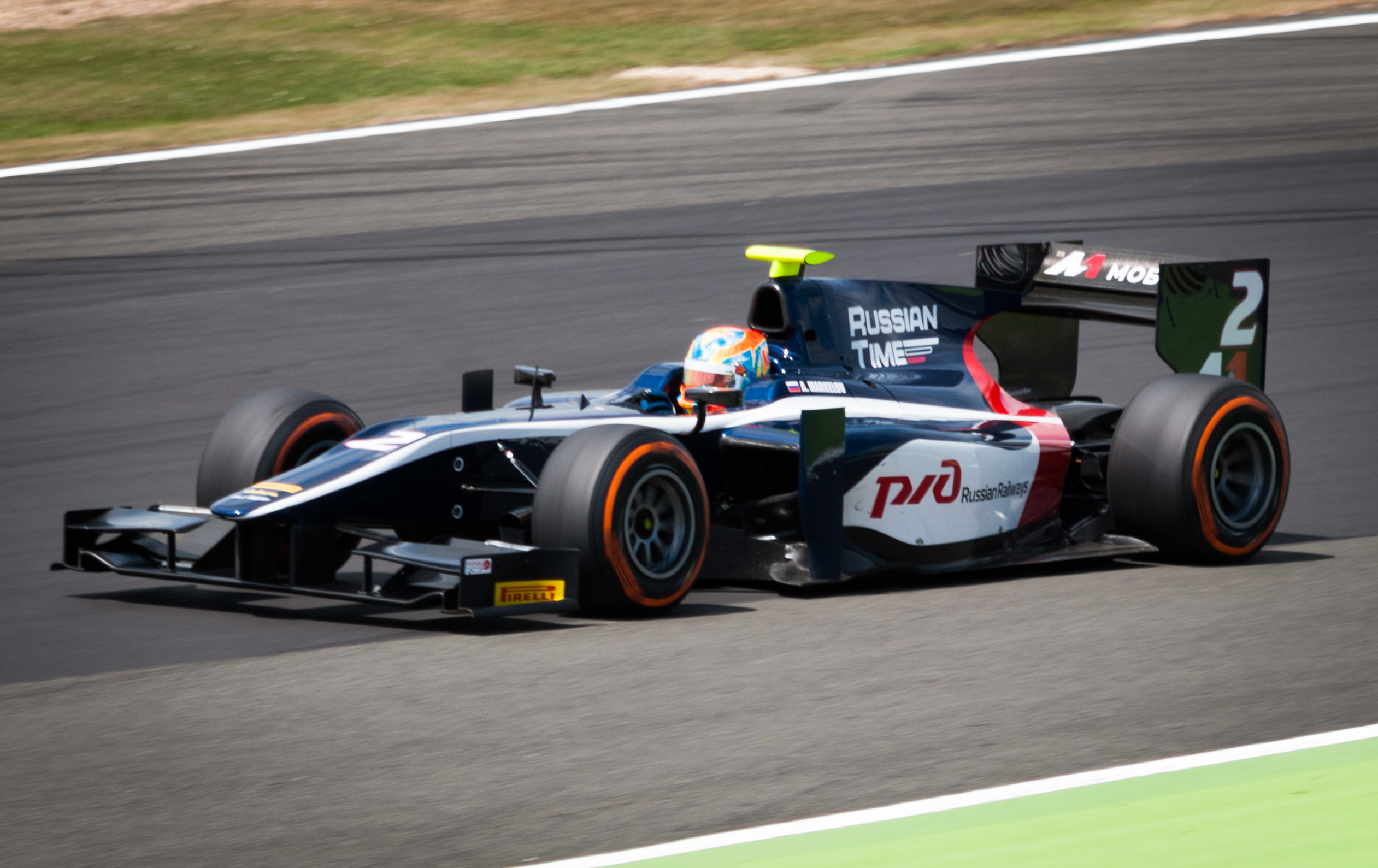
Markelov en GP2 Series sur le circuit de Silverstone en 2014

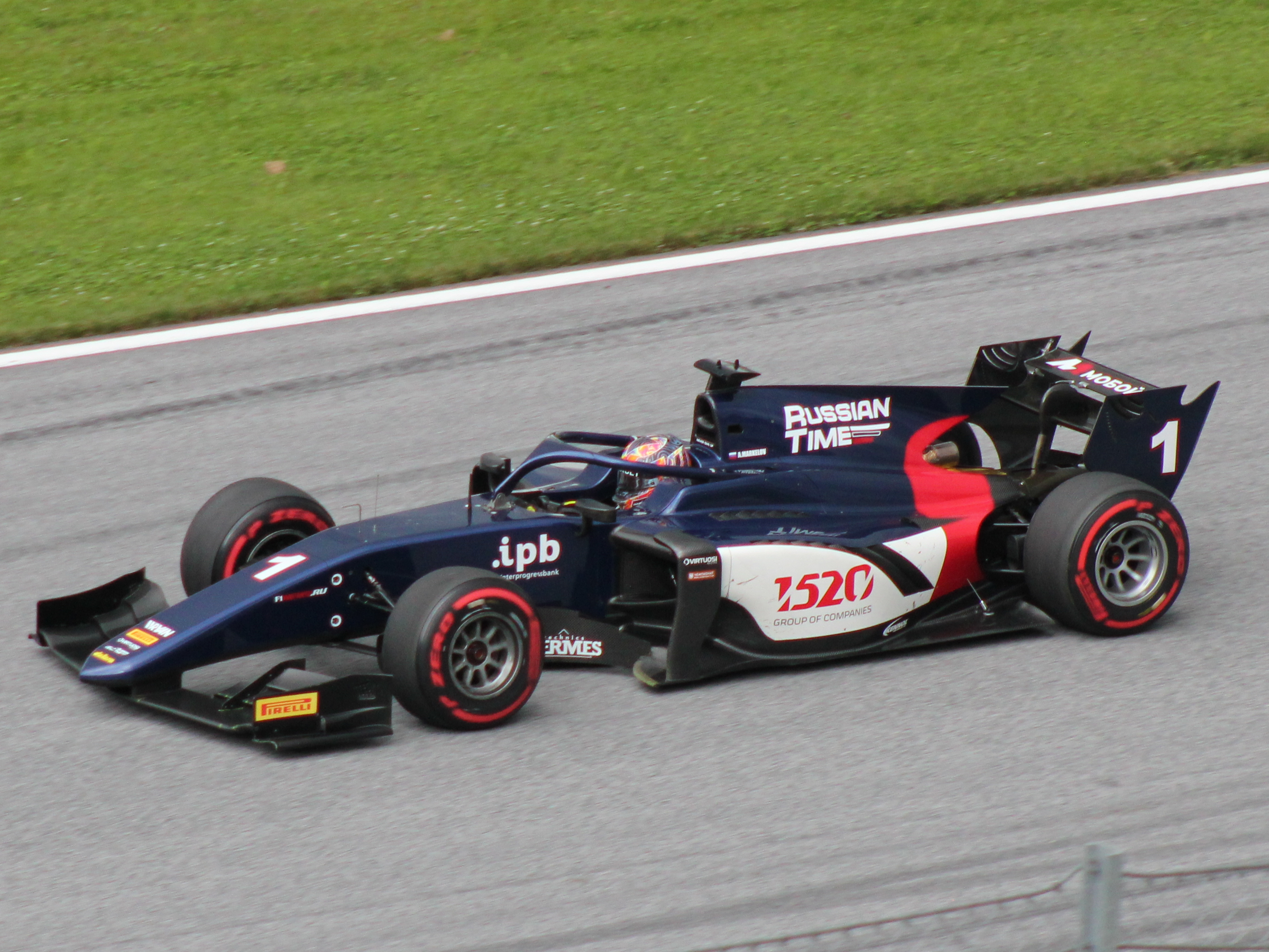
Markelov en Formule 2 à Spielberg en 2018.

Il intègre ensuite l'antichambre de la Formule 1, les GP2 Series, et remporte sa première victoire dans la discipline lors de sa troisième saison, en 2016, à Monaco.
En 2018, il court sa cinquième saison avec l'équipe russe. Il est aussi nommé pilote d'essais et de développement pour Renault F1.
Sans volant en 2019, il s'engage en Super Formula. Il est néanmoins appelé par MP Motorsport en Formule 2 pour courir la manche de Monaco, il remplace Jordan King parti courir les 500 miles d'Indianapolis. Il est ensuite de nouveau appelé par Arden International pour courir les deux dernières manches à la place d'Anthoine Hubert décédé le 31 août dans un terrible accident sur le circuit de Spa-Francorchamps. Pilote le plus expérimenté de l'histoire du championnat, il signe avec HWA Racelab qui rachète Arden pour la saison 2020.

## Carrière

### Résultats en monoplace
| Saison | Championnat              | Écurie                  | Courses | Victoires | Pole positions | Meilleurs tours | Podiums | Points | Classement |
| ------ | ------------------------ | ----------------------- | ------- | --------- | -------------- | --------------- | ------- | ------ | ---------- |
| 2011   | ADAC Formel Masters      | Motopark Academy        | 24      | 1         | 0              | 4               | 11      | 251    | 4e         |
| 2011   | Formule 3 Euro Series    | Motopark Academy        | 3       | 0         | 0              | 0               | 0       | 0      | non classé |
| 2012   | ATS Deutsch Formel 3 Cup | Motopark Academy        | 24      | 2         | 0              | 1               | 3       | 155    | 7e         |
| 2013   | ATS Deutsch Formel 3 Cup | Motopark Academy        | 27      | 2         | 0              | 2               | 21      | 339    | 2e         |
| 2014   | GP2 Series               | Russian Time            | 22      | 0         | 0              | 0               | 0       | 6      | 24e        |
| 2015   | GP2 Series               | Russian Time            | 21      | 0         | 0              | 0               | 1       | 48     | 13e        |
| 2015   | Toyota Racing Series     | Giles Motorsport        | 16      | 0         | 0              | 0               | 3       | 525    | 8e         |
| 2016   | GP2 Series               | Russian Time            | 22      | 1         | 0              | 3               | 2       | 97     | 10e        |
| 2016   | Toyota Racing Series     | M2 Competition          | 15      | 0         | 0              | 0               | 5       | 588    | 8e         |
| 2017   | Formule 2                | Russian Time            | 22      | 5         | 1              | 6               | 7       | 210    | 2e         |
| 2018   | Formule 2                | Russian Time            | 20      | 3         | 0              | 5               | 6       | 176    | 5e         |
| 2019   | Formule 2                | MP Motorsport BWT Arden | 6       | 0         | 0              | 0               | 0       | 16     | 15e        |
| 2019   | Super Formula            | Team LeMans             | 5       | 0         | 0              | 1               | 0       | 0      | 19e        |
| 2020   | Formule 2                | HWA Racelab             | 24      | 0         | 0              | 0               | 0       | 5      | 18e        |